# زواج المثليين في الأوروغواي
أصبح زواج المثليين قانونيا في الأوروغواي منذ 5 أغسطس 2013. أقر مجلس النواب مشروع قانون زواج المثليين في 12 ديسمبر 2012 بتصويت 81 صوتا لصالح مقابل 6 أصوات ضده (81-6). ومرر مجلس الشيوخ القانون في 2 أبريل 2013 بتصويت 23 صوتا لصالح مقابل 8 أصوات ضد (23-8). بسبب تغيير مجلس الشيوخ لبعض جوانب مشروع القانون، أعاد مجلس النواب التصويت على مشروع القانون في 11 أبريل 2013، ووافق عليه بتصويت 71 صوتًا لصالح مقابل 21 صوتًا ضد (71-21)، ووقع الرئيس عليه في 3 مايو 2013.
كانت الأوروغواي أول دولة في أمريكا اللاتينية تقنن الاتحادات المدنية منذ 20 يناير 2008.

## الاتحاد المدني
في 20 كانون الثاني/يناير 2008، أصبحت الأوروغواي أول دولة في أمريكا اللاتينية لديها قانون وطني للاتحادات المدنية باسم «قانون المساكنة المدنية»  (بالإسبانية: Ley de Unión Concubinaria)‏.
القانون الذي اقترحه السيناتورى مارغريتا بيركوفيتش عن «حزب الجبهة العريضة»، في مجلس النواب في 29 نوفمبر 2007 بعد أن مر في شكل مماثل في مجلس الشيوخ في عام 2006. تم إقرار مشروع القانون في كلا المجلسين بنفس الشكل في 19 ديسمبر، ووقعه الرئيس تاباري فاسكيز في 27 ديسمبر. تم نشره في الجريدة الرسمية في 10 يناير 2008 ودخل حيز التنفيذ في 20 يناير 2008. تم تنفيذ أول اتحاد مدني في 17 أبريل 2008.
بعد الموافقة على مشروع القانون، يُسمح لكل من الشركاء المثليين والشركاء المغايرين بالدخول في «اتحاد مساكنة» (بالإسبانية:  unión concubinaria)‏ بعد أن يعيشوا معًا لمدة خمس سنوات على الأقل، ويحق لهم الحصول على معظم المزايا التي يتم منحها للأزواج، بما في ذلك استحقاقات الضمان الاجتماعي وحقوق الميراث والملكية المشتركة للسلع والممتلكات.
تمت مناقشة مشروع قانون تدعمه الحكومة يسمح للشركاء المثليين بتبني الأطفال في البرلمان الوطني في ربيع عام 2008، وحصل على دعم من الرئيس فاسكيز ومعارضة شرسة من الكنيسة الكاثوليكية. تمت الموافقة على مشروع القانون من قبل مجلس النواب في 27 أغسطس 2009 في تصويت 40 صوتا لصالح مقابل 13 صوتا ضد (40-13)، ومن قبل مجلس الشيوخ في 9 سبتمبر، في تصويت 17 صوتًا لصالح مقابل 6 أصوات ضد (17-6). وقع عليه الرئيس في 18 سبتمبر 2009. وهكذا، أصبحت الأوروغواي أول بلد في أمريكا الجنوبية حيث يمكن للشركاء المثليين التبني بشكل مشترك.

## زواج المثليين

الاعتراف القانوني بالعلاقات المثلية في أمريكا الجنوبية
زواج المثليين
توفر شكل آخر من أشكال الاعتراف القانوني
لا اعتراف
حظر دستوري على زواج المثليين، عبر تقييد تعريف الزواج في الدستور إلى اتحاد بين رجل وامرأءة فقط
المثلية الجنسية غير قانونية

في 25 مايو 2009، قالت السناتورة بيركوفيتش إنه إذا فازت الجبهة العريضة بالانتخابات الوطنية في أكتوبر 2009، فسوف تقدم مشروع قانون زواج المثليين. في أكتوبر، فازت الجبهة العريضة بالأغلبية المطلقة في كل من المجلسين، وفاز خوسيه موخيكا، المرشح الرئاسي للجبهة العريضة، بالانتخابات الرئاسية في 29 نوفمبر 2009. في يوليو 2010، أعلن المشرعون في حزب الجبهة العريضة عن خطط لتقديم مشروع قانون يسمح بزواج المثليين.
ساعدت ميشيل سواريز بيرتورا، أول محامية متحولة جنسياً في الأوروغواي، في صياغة التشريعات المتعلقة بزواج المثليين كجزء من عملها مع منظمة حقوق المثليين «الخرفان السوداء» (بالإسبانية: "Ovejas Negras")‏. في 25 يوليو 2010، أعلن الرئيس السابق خوليو ماريا سانغوينيتي من «حزب كولورادو» دعمه لتشريع زواج المثليين. أعلن الرئيس السابق لويس ألبيرتو لاكايه من «الحزب الوطني» معارضته لتشريع زواج المثليين.
في أبريل 2011، قدم سيباستيان سابيني، المشرع عن حركة المشاركة الشعبية، أحد الأحزاب التي تشكل الجبهة العريضة، مشروع قانون يسمح للأزواج المثليين بالزواج. تم تقديم مشروع القانون رسميًا إلى مجلس النواب في 6 سبتمبر 2011.
في يونيو 2012، اعترفت محكمة قضائية في الأوروغواي بحالة زواج المثليين أجنبي. نص الحكم أيضًا على أن القوانين المحلية تسمح بالفعل بزواج المثليين، حتى لو لم تصرح بذلك، وأن الأوروغواييين الذين يتزوجون في الخارج يمكنهم الذهاب إلى القاضي والاعتراف بزواجهم بموجب قانون الأوروغواي القانون. ومع ذلك، تم استئناف هذا الحكم، ومع ذلك، تم إسقاطه عندما دخل قانون زواج المثليين في الأوروغواي حيز التنفيذ.
في يونيو 2012، قال وزير التعليم والثقافة إن مشروع تقنين زواج المثليين في البلاد سيناقش في البرلمان قبل نهاية عام 2012. في 4 يوليو 2012، بدأت لجنة الشؤون الدستورية والتشريعية التابعة لمجلس النواب النقاش حول هذه القضية. وافقت اللجنة في البداية على مشروع القانون في 28 نوفمبر 2012. في 5 ديسمبر، عدلت اللجنة مشروع القانون ومنحت موافقته النهائية.
في 12 ديسمبر، وافق مجلس النواب على مشروع القانون بنسبة 81 من أصل 87 نائبا حاضرين وأرسله إلى مجلس الشيوخ. في 19 مارس 2013، أقرت لجنة الشؤون الدستورية والتشريعية بمجلس الشيوخ مشروع القانون مع بعض التعديلات الطفيفة. وافق مجلس الشيوخ على مشروع القانون المعدل في 2 أبريل 2013، في تصويت 23 صوتا لصالح مقابل 8 أصوات ضد (23-8).
في 10 أبريل 2013، وافق مجلس النواب على مشروع القانون المعدل في تصويت 71 صوتا لصالح مقابل 21 صوتا ضد (71-21). في 3 مايو، تم توقيعه من قبل الرئيس خوسيه موخيكا، ودخل حيز التنفيذ في 5 أغسطس 2013.

### الاحصائيات
في السنة الأولى بعد دخول القانون حيز التنفيذ، تزوج 134 من الأزواج المثليين في مونتيفيديو والمنطقة الحضرية المحيطة بها. كان ما يقرب من 200 من الأزواج المثليين قد تزوجوا في جميع أنحاء البلاد.

## الرأي العام
أظهر استطلاع للرأي أجري في نوفمبر 2011 أن 52% من السكان يؤيدون زواج المثليين، و 32% يعارضون، و 10% محايدون، و 6% ليس لديهم رأي.
وفقًا استطلاع ل«سيفرا» الذي أجري في الفترة ما بين 29 نوفمبر و 6 ديسمبر 2012، أيد 53% من الأوروغواييين زواج المثليين، وعارضه 32% و 15% لم يكن لديهم رأي.
وجد استطلاع آخر ل«سيفرا»، أجري بين 22 فبراير و 4 مارس 2013، أن 54% يؤيدون زواج المثليين، وعارض 32%، و 9% لم يقرروا و 4% ليس لديهم رأي.
وفقًا لاستطلاع أجراه مركز بيو للأبحاث، والذي أجري في الفترة ما بين 22 نوفمبر 2013 و 8 يناير 2014، أيد 62% من الأوروغواييين زواج المثليين، وعارضه 31% منهم.
وفقًا لـمقياس الأمريكتين 2014 (الذي نُشر في يونيو 2015)، كان 71% من الأوروغويين يؤيدون زواج المثليين. كانت هذه ثاني أعلى نسبة بين 28 دولة أمريكية شملها الاستطلاع، وراء كندا.
53% أيدوا بقوة زواج المثليين، بينما عارضه بقوة 17%؛ مع ما تبقى من الدعم إلى حد ما أو في المعارضة أو ليس لديها رأي. بالإضافة إلى ذلك، كان الدعم أعلى بين الشباب: 79% و 80% من الأطفال الذين تتراوح أعمارهم بين 18-25 سنة و 26-35 سنة دعموا زواج المثليين، على التوالي. بين الناس فوق سن 66، كان الدعم 51%.
أظهر مقياس الأمريكتين لعام 2017 أن 75% من الأوروغواي يؤيدون زواج المثليين.